# Simremarken

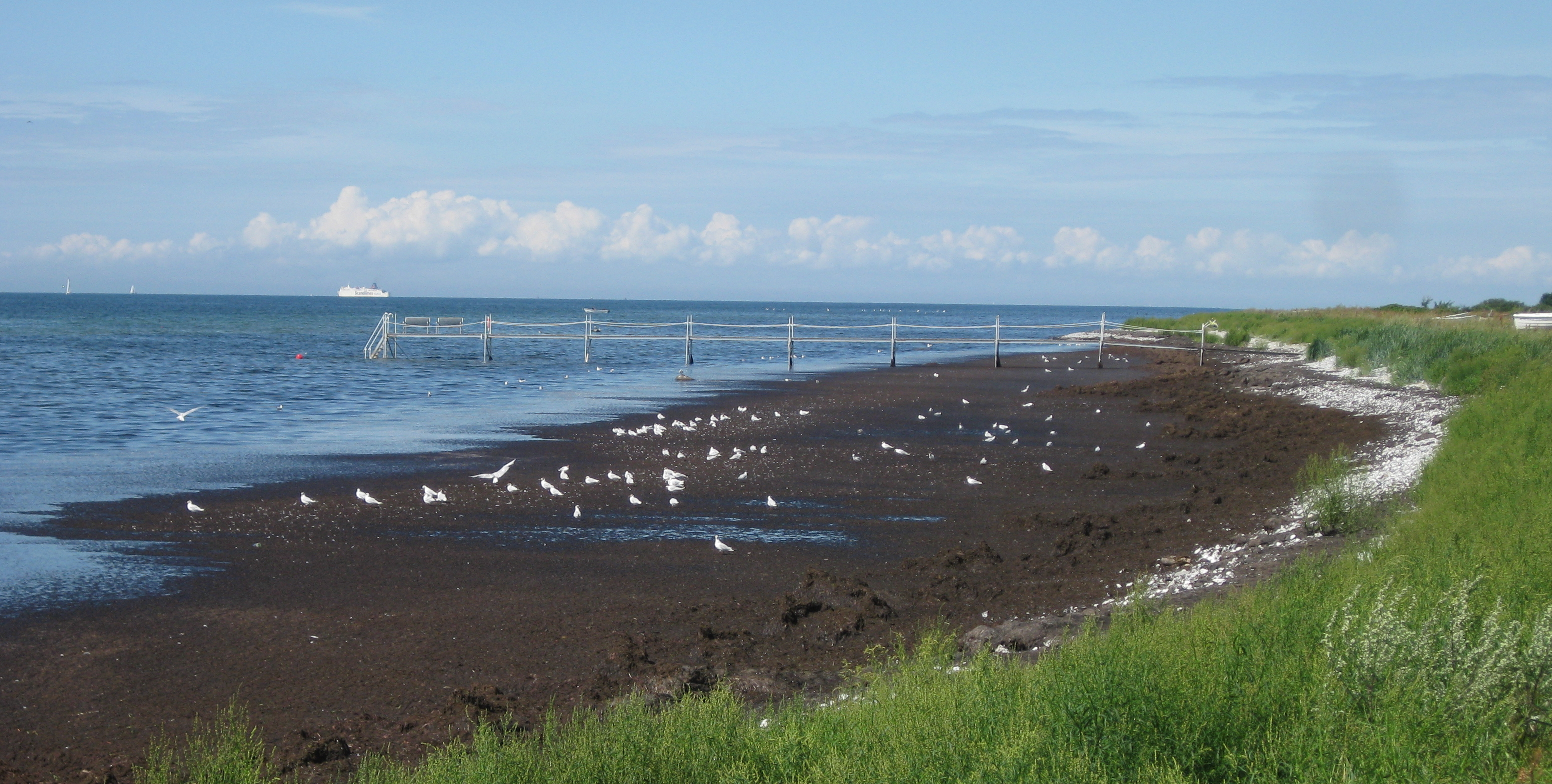
Stranden vid Simremarken

Simremarken är en del av tätorten Trelleborg i Gislövs socken i Trelleborgs kommun. Bebyggelsen i Simremarken ingick tidigare i tätorten Gislövs läge och Simremarken som 2010 växte ihop med Trelleborg.
Simremarken har en blandning av fritidshus och villor. Orten ligger på det smala området mellan riksväg 9 och stranden, omkring 10 km öster om centrala Trelleborg.
Äldre benämningar på området är Simmermarken och Cimmeredmarken.